# Chapelle Notre-Dame-des-Voirons de Boëge
La chapelle Notre-Dame-des-Voirons est une chapelle catholique  située sur le territoire de la commune française de Boëge, dans le département de la Haute-Savoie, dans le diocèse d'Annecy.

## Situation géographique
La chapelle est située à 1 370 m d'altitude sur les arêtes des Voirons, dans le massif du Chablais.

## Histoire et légendes

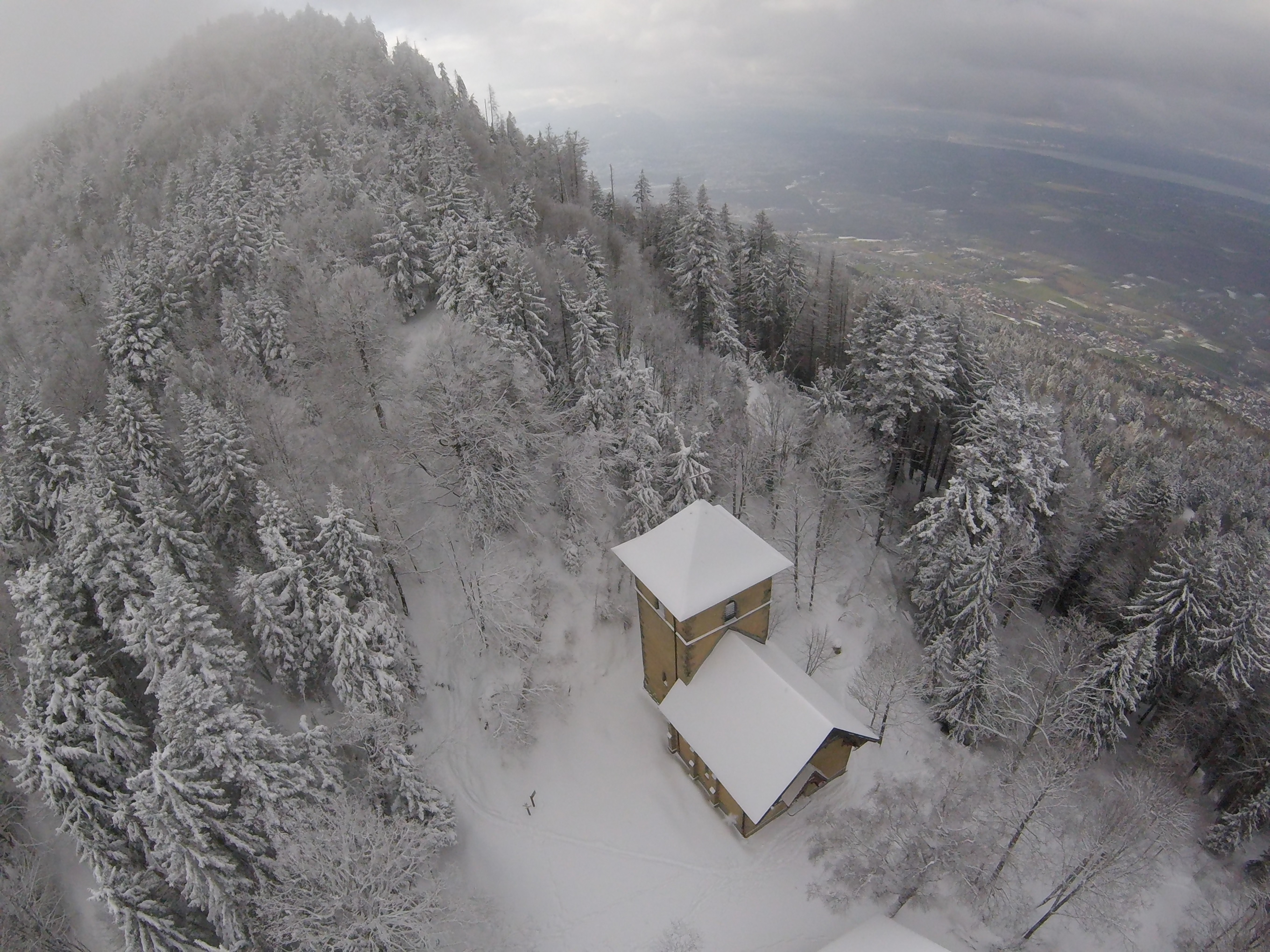
Chapelle Notre-Dame-des-Voirons de Boëge, vue aérienne

La tradition considère que le sommet de la montagne des Voirons accueillait un « lieu de culte païen consacré par une statue de Jupiter », appartenant dans un premier temps aux Allobroges puis aux Romains.

### Légende de l'édification de la chapelle
L'évêque de Genève Domitien (Domitianus, évêque vers 470 et 490) aurait fait détruire le sanctuaire et la statue,. La légende raconte que dès lors un sanglier, envoyé par Satan, était apparu pour ravager les environs,. Amédée de Langin, seigneur des lieux, fut un jour assailli par la bête et grièvement blessé, mais il fut miraculeusement sauvé après avoir invoqué Notre-Dame,,.
Par un acte du 5 août 1451, le seigneur Louis de Langin abandonne une de ses terres pour la construction d’une chapelle dédiée à la Vierge,,. Une statue y est placée : la « Vierge noire », aussi appelée Notre-Dame-des-Voirons. Elle aurait été ramenée par un chevalier savoyard de croisade. Il faut attendre 1456 pour que le culte soit autorisé et organisé par l'évêque de Genève, Jean-Louis de Savoie.

### Lieu de pèlerinage
Le lieu acquiert de la notoriété et devient un lieu de pèlerinage. En août 1536, alors que la partie nord du duché de Savoie est occupée par les protestants venus de Berne, le sanctuaire est incendié,.

### Légende du « cou tordu »
Une légende raconte qu'un homme qui avait voulu détruire la statue de la Vierge fut frappé d'une infirmité, le « cou tordu »,. Alors qu'il traînait la statue de la Vierge, il sentit une forme et résistance et se tourna la tête pour voir ce qu'il le ralentissait. La statue s'était relevée. L'homme ne put plus tourner sa tête. Il est à l'origine « d'une longue lignée qui n'est pas près de s'éteindre et dont chaque membre a le cou tordu ».
Cette seconde légende indique que le père Monod retrouva la statue debout dans son champ et la replaça dans sa niche.

### Reconstruction de la chapelle
L’ermitage et la chapelle sont reconstruits l'année suivante. Le moine François Monod, de l'ordre des ermites de Saint-Augustin,  est à l'origine de la nouvelle édification. L'évêque de Genève François de Sales s'y rend en 1595. Son neveu, Charles-Auguste de Sales, s'est fait ermite en ces lieux avant de devenir à son tour évêque de Genève en résidence à Annecy, en 1645. L'ermitage passe aux dominicains, durant le retrait de Charles-Auguste de Sales, en 1643.
La chapelle est détruite par un incendie en 1768 et l'ermitage est supprimé l'année suivante par décision de l'évêque d'Annecy. L'ensemble du mobilier ainsi que la statue de la Vierge Noire sont vendus à l'encan. Elle est achetée par la paroisse de Boëge qui la place sur l'autel de l'église Saint-Maurice.
En 1852, le curé de Boëge, Félix Sache, obtient auprès d'un paysan une autre Vierge Noire. Celle-ci aurait été donnée par les moines puis cachée jusqu'à cette découverte par le prêtre.
En 1863, une nouvelle chapelle est édifiée par le maire de Boëge et conseiller général, François-Antoine Dumont. Un presbytère est construit en 1878 sur les ruines de l'ancien ermitage. Le site redevient un lieu de pèlerinages d'action de grâce en plusieurs occasions, notamment en 1873, 1919 et 1945, au lendemain de la guerre de 1870 et des première et seconde guerres mondiales. Des bâtiments sont aménagés en 1926 afin d'accueillir des séminaristes français atteints de tuberculose. Peu après la fermeture du centre, des sœurs de la communauté de Bethléem s'y installent en 1967.

## Galerie

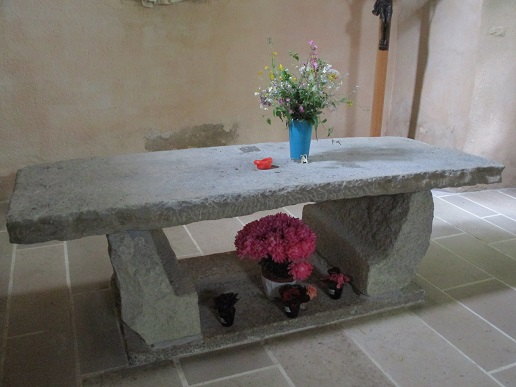
Autel en pierre
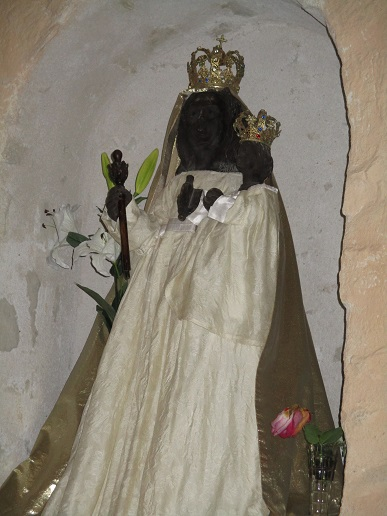
Vierge Noire
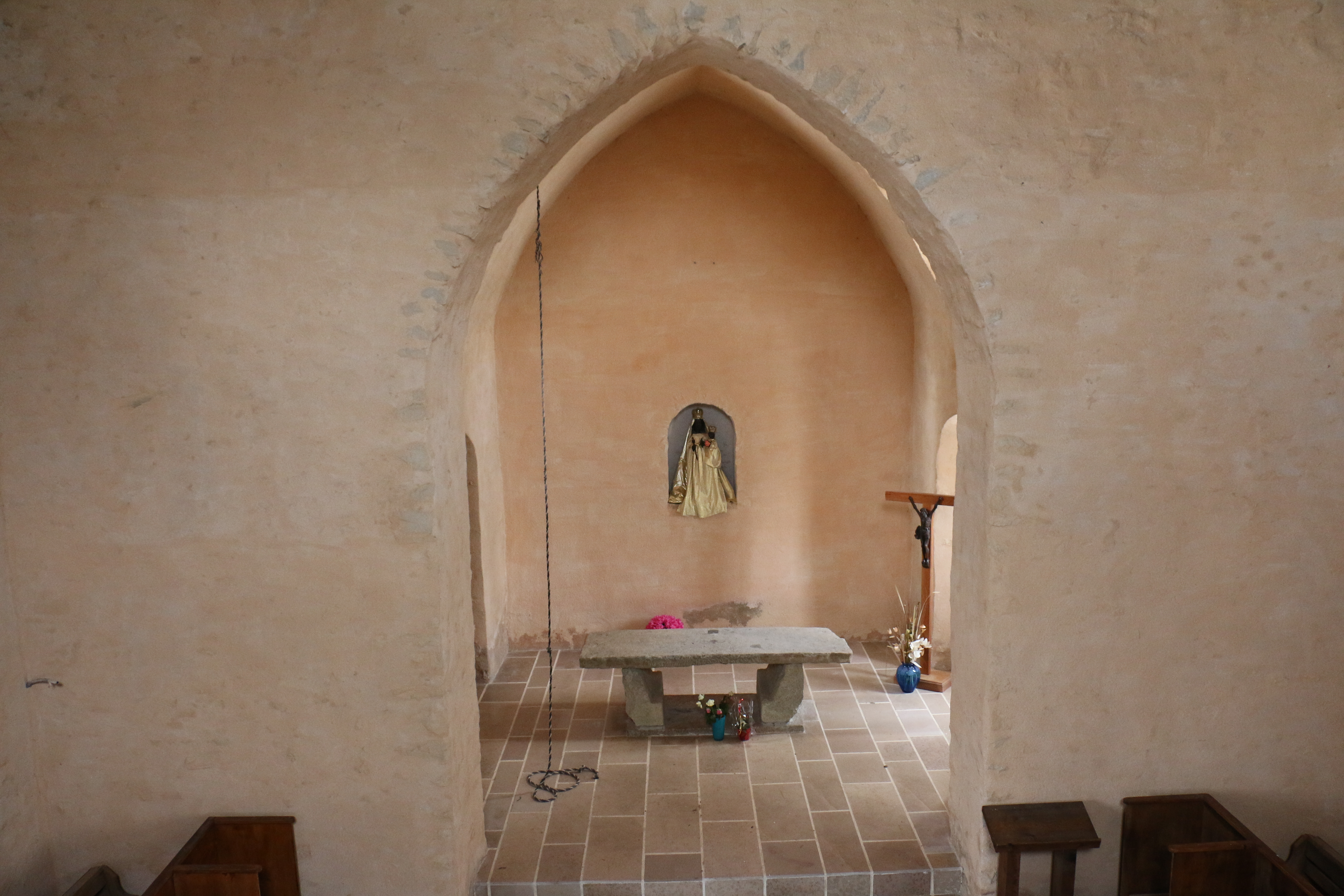
Intérieur